# ポール・ウェアー
ポール・ウェアー（Paul Weir、1967年9月16日 - ）は、イギリスの男性プロボクサー。スコットランド・グラスゴー出身。元WBO世界ミニマム級王者。元WBO世界ライトフライ級王者。世界2階級制覇王者で、6戦目での世界王座獲得と9戦目での2階級制覇を達成した。

## 来歴

### アマチュア時代
アマチュア時代にはオリンピックには出られなかったが、1989年から1991年まで3年連続でスコットランドのアマチュアチャンピオンになっている。

### プロ時代
1992年4月27日、故郷グラスゴーでプロデビュー。ライトフライ級でデビューしたウェアーは2回KO勝ちで白星でデビューを飾った。
1993年5月15日、世界初挑戦。スコティッシュ・エキシビジョン・センターでラフェエル・トーレスの返上で空位になったWBO世界ミニマム級王座決定戦をフェルナンド・マルチネスと行った。今まで世界ランカーと一度も戦っていなかった(5戦とも負け越しているボクサーとの対戦)ウェアーにとって試練と言える試合で、前回の試合ではフライ級で登場したウェアーだったが3キロ落としての挑戦となった。試合前の評価は軽量級の本場メキシコから来たマルチネスが有利で、急激な減量は無謀過ぎる声が多かったが、7回1分28秒TKO勝ちで王座獲得に成功し、イギリスとヨーロッパのプロボクサー最軽量世界王者になった。
1993年10月25日、リンディー・メマニと対戦し12回3-0(116-111、116-113、117-112)の判定勝ちで初防衛に成功した。
1993年年末にWBO世界ミニマム級王座を返上。

#### 世界最速の2階級制覇
1994年2月2日、グラスゴーのケルビン・ホールでWBO世界ライトフライ級王者ホセ・カマーチョと対戦。WBOの本部国プエルトリコから送り込まれた技巧派のボクサーを相手に世界最速となる8戦目での2階級制覇を狙っていたが、プロ初黒星となる0-3(114-115、111-118、112-116)の判定負けを喫し2階級制覇に失敗した。
1994年11月23日、マイケル・カルバハルの王座返上に伴い行われたWBO世界ライトフライ級王座決定戦でパウル・オルデンと対戦し、12回3-0(117-111、116-112、119-110)の判定勝ちを収め世界最速となる9戦目での2階級制覇を達成した。
1995年4月5日、リック・マグダレノと対戦し12回3-0(116-112、118-109、118-112)の判定勝ちで初防衛に成功した。
1995年11月18日、ケルビン・ホールで元WBO世界フライ級王者ジェイコブ・マトラーラと対戦し、5回2分6秒0-3(3者とも37-38)の負傷判定負けを喫し2度目の防衛に失敗し王座から陥落した。マトラーラは南アフリカで初の2階級制覇を達成した。
1996年4月13日、WBO世界ライトフライ級王者ジェイコブ・マトラーラとリマッチを行ったが、10回1分55秒TKO負けを喫し5ヵ月ぶりの王座返り咲きに失敗した。
1997年5月2日、EBU欧州フライ級王者ジェスパー・ジャンセンと対戦したが、8回1分24秒TKO負けで王座獲得に失敗した。
1998年1月26日、コモンウェルスイギリス連邦フライ級王座決定戦をアルフォンソ・ゼベンイカ・ラムバーダと対戦し11回2分19秒TKO負けで王座獲得に失敗した。
2000年11月11日、スティーブ・クィーンと対戦したが4回判定負けを最後に現役を引退した。
現在はボクシングトレーナーとして後進を指導している。

## 獲得タイトル
- 第2代WBO世界ミニマム級王座（防衛1→返上）
- 第4代WBO世界ライトフライ級王座（防衛1）